# Britt Gerrits
Britt Gerrits (Amsterdam) is een Nederlands actrice en danseres. Ze is vooral bekend geworden door haar hoofdrol in de televisieserie Dance Camp van AVROTROS op NPO Zapp.

## Biografie
Gerrits werd in 2022 door AVROTROS gecast in de hoofdrol van Kyra in de serie Dance Camp op NPO Zapp. Voor Gerrits was dit haar eerste hoofdrol in een film of serie. Ze speelt hierin Kyra, een meisje dat niet kan dansen, terwijl Gerrits zelf danseres is.
In 2023 deed Gerrits mee aan het televisieprogramma De Alleskunner op SBS6. Hierin wist ze tot de finale-aflevering te geraken en een vijfde plaats te bereiken. Tevens speelde Gerrits in datzelfde jaar een danseres in de film Net als in de film. In 2025 was Gerrits als onderdeel van Team dansers te zien in het NPO Zapp programma De Faker.

## Filmografie
- 2022: Dance Camp, als Kyra
- 2023: Net als in de film, als danseres jaren 90